# I Get a Kick Out of You
I Get a Kick Out of You – utwór Cole’a Portera, pochodzący z broadwayowskiego musicalu Anything Goes z 1934 roku, następnie wykorzystany w wersji filmowej z 1936 roku. Piosenka była wielokrotnie wykonywana przez innych wykonawców m.in. przez: Franka Sinatrę, Dolly Parton i Ellę Fitzgerald. W 2021 roku została wydana wersja utworu w wykonaniu Lady Gagi i Tony’ego Bennetta, za którą wykonawcy otrzymali nominację do Nagrody Grammy w kategorii Nagranie roku oraz Najlepszy pop duet.

## Tło i kompozycja
21 listopada1934 roku miała miejsce premiera musicalu Anything Goes na Broadwayu, którego autorem był Cole Porter. Sztuka opierała się na książkach: P.G. Wodehouse’a, Guya Boltona, Howarda Lindsaya, Russela Crouse’a, Timothy’ego Crouse’a oraz Johna Weidmana; i opowiadała o podróży statkiem asystenta maklera giełdowego. Piosenka „I Get a Kick Out of You” została napisana jako utwór otwierający cały musical, po uwerturze. Utwór podczas spektaklu wykonywany był przez Ethel Merman, która wcielała się w postać Reny Sweeney. Kompozycja pojawiła się również w filmie Anything Goes z 1936 roku i ponownie została zaśpiewana przez Merman.
Piosenka „I Get a Kick Out of You” jest definiowana gatunkowo jako jazz, a jej tempo z początku jest wolne, lecz po pierwszej zwrotce zwiększa się. Utwór opowiada o osobie zakochanej i stanowi pewnego rodzaju opis przemyśleń i reakcji na adresata lirycznego. W tekście pojawiło nawiązanie do Anne Morrow Lindbergh, czyli żony lotnika Charles Lindbergh, jednak po porwaniu i zamordowaniu syna pary, Porter zdecydował się na zmianę warstwy lirycznej.

## Wersja Lady Gagi i Tony’ego Bennetta

### Tło i wydanie
W 2014 roku Lady Gaga i Tony Bennett po raz pierwszy nawiązali współpracę nad albumem, tworząc Cheek to Cheek. Wówczas na krążku ukazały się dwa utwory Portera – „Anything Goes” i „Ev’ry Time We Say Goodbye”. W 2018 roku rozpoczęto nagrywanie nowego albumu, który miał być w całości hołdem dla Cole’a Portera. Z powodu projektów Gagi takich jak film Narodziny gwiazdy (2018) i solowe albumy Joanne (2016) i Chromatica (2020); sesje nagraniowe albumu Love for Sale przedłużyły się do 2020 roku.
3 sierpnia 2021 roku doszło do premiery pierwszego singla z albumu, którym została nowa wersja piosenki „I Get a Kick Out of You”. Utwór został wykonany w duecie Gagi i Bennetta, a jego warstwa liryczna nie uległa zmiany. 6 sierpnia doszło do premiery teledysku, który ukazuje moment nagrywania piosenki. Wideo rozpoczyna się od tego, że Bennett mówi „Wszystko gotowe”, a Gaga śmieje się i stwierdza, że „Tony jest zawsze gotowy”. Następnie kamera pokazuje Bennetta i Gagę nagrywających piosenkę, podczas gdy uśmiechają się do siebie i przytulają kilka razy emocjonalnie. Teledysk został opisany przez krytyków jako „krzepiący”, „emocjonalny” i „słodki”.

### Odbiór i nagrody
Wykonanie Lady Gagi i Tony’ego Bennetta otrzymało pozytywne recenzje od krytyków, a przede wszystkim skupiono się na zdolnościach Bennetta, mimo podeszłego wieku; oraz na idealnym połączeniu pary. Jon Blistein z Rolling Stone opisał piosenkę jako „zachwycająco klasyczną” i stwierdził, że „dwaj wokaliści emanują dużą ilością chemii”. Heran Mamo z Billboardu wyraził opinię, że „idealny zespół tchnął nowe życie w klasyczną melodię Cole’a Portera”. Alexis Petridis z The Guardian zauważył, że piosenka była dowodem na to, że stan zdrowia Bennetta nie wydaje się wpływać na chemię między duetem.
Piosenka została nominowana do nagrody Grammy podczas 64. ceremonii wręczenia nagród Grammy, w kategoriach Nagranie roku oraz Najlepszy pop duet; a dodatkowo teledysk do piosenki otrzymał nominację w kategorii Najlepszy teledysk. Piosenka otrzymała również nominacje do Gold Derby Awards w kategoriach Najlepsza kolaboracja oraz Najlepsze nagranie.

## Inne wykonania
Utwór „I Get a Kick Out of You” został wykonany przez wielu artystów. W 1954 Frank Sinatra wydał cover piosenki, zaś w 1962 ukazała się druga wersja w jego wykonaniu ze zmienionym tekstem. W 1995 roku został wydany album Mel Tormé Velvet & Brass, na którym znalazł się cover piosenki „I Get a Kick Out of You”. Nowe wykonanie piosenki otrzymało nagrodę Grammy w 1996 roku za najlepszą aranżację, instrumental i wokal. W 2001 roku została wydana wersja utworu w wykonaniu Dolly Parton.